# Jimmy Bivins
Jimmy Bivins (* 6. Dezember 1919 in Dry Branch, Georgia; † 4. Juli 2012 in East Cleveland, Ohio) war ein US-amerikanischer Boxer.

## Karriere
Der Konterboxer im Halbschwergewicht begann 1940 mit dem Boxen. In den 1940er Jahren schlug er Nate Bolden, Charley Burley, Teddy Yarosz, Billy Soose, Gus Lesnevich, Joey Maxim und Anton Christoforidis sowie die Schwergewichtler Tami Mauriello, Bob Pastor und Lee Savold. Seine Schlagkraft und Nehmerfähigkeiten waren eher durchschnittlich, seine Boxtechnik aber nahezu perfekt. Das „Ring Magazine“ führte ihn 1942 als den Herausforderer Nummer eins sowohl im Halbschwer- als auch im Schwergewicht, was es nie zuvor gegeben hatte.
1943 schlug er den im Halbschwergewicht übermächtigen Ezzard Charles. Weitere Siege gelangen ihm gegen Lloyd Marshall, Lee Q. Murray und Melio Bettina. Im Jahr 1945 konnte er Archie Moore durch K. o. in der sechsten Runde besiegen.
Nach dem Zweiten Weltkrieg konnte er seine Form nicht halten. Mit der umstrittenen Punktniederlage gegen Jersey Joe Walcott, seiner ersten nach 22 Siegen, begann sein kontinuierlicher Abstieg. Gegen Boxer wie Moore und Charles verlor er dann mehrfach. Bivins erhielt nie einen Titelkampf und beendete 1955 seine Karriere. 1999 fand er Aufnahme in die International Boxing Hall of Fame.
Am 4. Juli 2012 starb Jimmy Bivins an einer Lungenentzündung.